# Louise Lasser

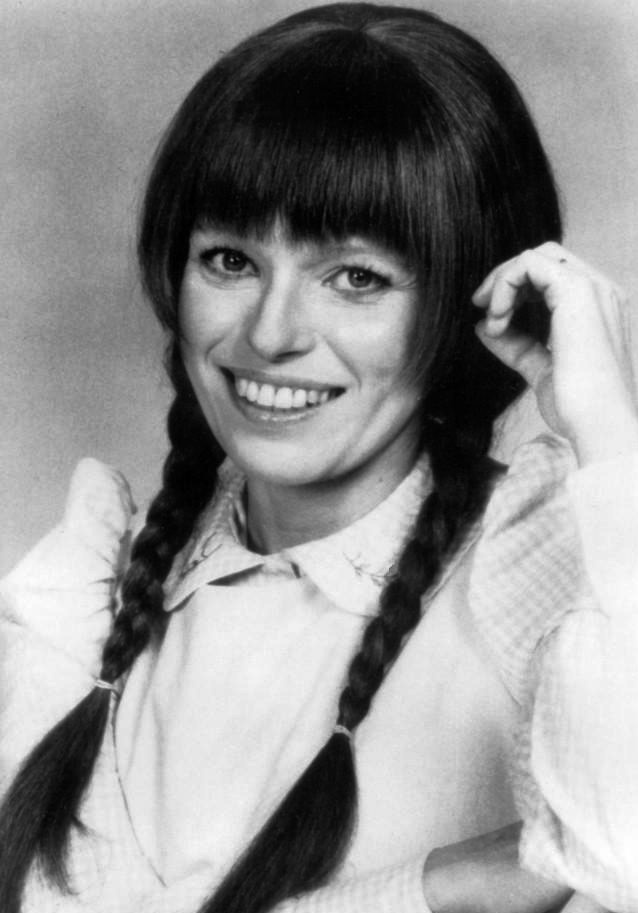
Louise Lasser (1976)

Louise Lasser (* 11. April 1939 in New York City) ist eine US-amerikanische Schauspielerin.

## Leben
Lasser wurde in New York geboren und wuchs in einem jüdischen Elternhaus auf. Sie studierte politische Wissenschaften an der Brandeis University. Sie war von 1966 bis 1969 mit dem Schauspieler und Regisseur Woody Allen verheiratet.

## Karriere
Durch die Ehe mit Woody Allen hatte sie die Möglichkeit, auch in einigen seiner Filme mitzuspielen und war auch am Drehbuch zu What’s Up, Tiger Lily? aus dem Jahre 1966 beteiligt. Bekannt wurde sie außerdem durch ihre Darstellung einer neurotischen Hausfrau in der Soap Mary Hartman, Mary Hartman, die von 1976 bis 1977 an fünf Tagen in der Woche lief. 1978 war sie zusammen mit Charles Grodin in dem Fernsehfilm "Nur ich und du" (Just me and you) zu sehen, welcher nach einem Drehbuch von ihr entstand. 1999 spielte sie in dem Film Mystery Men mit. Im Jahr darauf folgte eine Rolle in Requiem for a Dream. Weitere Film- und Fernsehauftritte folgten, ihr Schaffen umfasst mehr als 60 Produktionen.
1976 war sie für einen Emmy nominiert. 1998 wurde sie gemeinsam mit ihren Kollegen für die Arbeit an Happiness vom National Board of Review als Bestes Schauspielensemble ausgezeichnet.

## Filmografie
Als Schauspielerin
- 1962: The Laughmakers (Fernsehfilm)
- 1965: The Doctors (Fernsehserie, Folge 1x546)
- 1965: Was gibt’s Neues, Pussy? (What’s New Pussycat?)
- 1966: What’s Up, Tiger Lily? (Sprechrolle)
- 1969: Woody, der Unglücksrabe (Take the Money and Run)
- 1971: Bananas
- 1971: Wo die Liebe hinfällt (Love American Style, Fernsehserie, Folge 3x10)
- 1971: So gute Freunde (Such Good Friends)
- 1972: Men of Crisis: The Harvey Wallinger Story (Fernsehfilm)
- 1972: Was Sie schon immer über Sex wissen wollten, aber bisher nicht zu fragen wagten (Everything You Always Wanted to Know About Sex*)
- 1972: The Bob Newhart Show (Fernsehserie, Folge 1x09)
- 1972: Class of '55 (Fernsehfilm)
- 1973: The Mary Tyler Moore Show (Fernsehserie, Folge 3x24)
- 1973: Schleuderpartie (Slither)
- 1973: The Lie (Fernsehfilm)
- 1973: Hilfe, ich habe zwei Ehemänner (Coffee, Tea or Me?, Fernsehfilm)
- 1973: Isn't It Shocking? (Fernsehfilm)
- 1973: Love Story (Fernsehserie, Folge 1x03)
- 1974: Ein Sheriff in New York (McCloud, Fernsehserie, Folge 4x03)
- 1974: Moe and Joe (Fernsehfilm)
- 1975: Medical Center (Fernsehserie, Folge 7x07)
- 1976–1977: Mary Hartman, Mary Hartman (Fernsehserie, 315 Folgen)
- 1978: Nur ich und du (Just Me and You, Fernsehfilm)
- 1980: Simon, der Außerirdische (Simon, Sprechrolle)
- 1980: Stardust Memories
- 1980: Dreist und gottesfürchtig (In God We Tru$t)
- 1980–1982: Taxi (Fernsehserie, 3 Folgen)
- 1981: For Ladies Only (Fernsehfilm)
- 1981–1982: It's a Living (Fernsehserie, 14 Folgen)
- 1983: Laverne & Shirley (Fernsehserie, Folge 8x11)
- 1984: Bedrooms (Fernsehfilm)
- 1984: Chefarzt Dr. Westphall (St. Elsewhere, Fernsehserie, 2 Folgen)
- 1985: Die Killer-Akademie (Crimewave)
- 1986: The Perils of P.K.
- 1987: Blood Rage
- 1987: Nicht jetzt, Liebling (Surrender)
- 1989: Sing – Die Brooklyn-Story (Sing)
- 1989: Rude Awakening
- 1990: Love Games (Modern Love)
- 1990: Frankenhooker
- 1992: Harrys Nest (Empty Nest, Fernsehserie, Folge 4x22)
- 1993: Die Nacht mit meinem Traummann (The Night We Never Met)
- 1996: Layin' Low
- 1996: Sudden Manhattan
- 1998: Happiness
- 1999: Mystery Men
- 2000: Requiem for a Dream
- 2000: Fast Food, Fast Women
- 2001: Clubland – Stars and Secrets (Club Land, Fernsehfilm)
- 2001: Queenie in Love
- 2002: Wolves of Wall Street
- 2003: Lady Killers (National Lampoon’s Gold Diggers)
- 2008: Broadway Bound (Kurzfilm)
- 2009: CSI: Vegas (CSI: Crime Scene Investigation, Fernsehserie, Folge 9x20)
- 2009: Number Nine (Kurzfilm)
- 2010: Horses Eat Each Other (Kurzfilm)
- 2012: Driving Me Crazy: Proof of Concept (Driving Me Crazy)
- 2014–2015: Girls (Fernsehserie, 3 Folgen)
- 2018: Did You Know My Husband? (Fernsehfilm)
- 2021: A Simple Herstory
- 2021: Bliss (Kurzfilm)
- 2022: Funny Pages

Als Drehbuchautorin
- 1966: What’s Up, Tiger Lily?
- 1978: Nur ich und du (Just Me and You; Fernsehfilm)